# Mordella corporaali
Mordella corporaali is een keversoort uit de familie spartelkevers (Mordellidae). De soort is voor het eerst wetenschappelijk beschreven door Píc.